# Манжора, Борис Георгиевич
Борис Георгиевич Манжора (14 мая 1921, Шадринск, Екатеринбургская губерния — 4 ноября 2001, Саратов) — музыковед, тромбонист, педагог, один из деятелей духовой музыки, Заслуженный деятель искусств РСФСР (1990), профессор, Член Союза композиторов СССР (1956), член Союза театральных деятелей России (1992).

## Биография
Борис Георгиевич Манжора родился 14 мая 1921 года в семье потомственных железнодорожников в городе Шадринске Шадринского уезда Екатеринбургской губернии, ныне город областного подчинения Курганской области.
Начал заниматься на тромбоне в самодеятельном духовом оркестре в 1932 году.
В 1936 году поступил в Свердловское музыкальное училище им. П. И. Чайковского, где его педагогами были А. Г. Волков и И. М. Жилинский и консультантом — В. И. Щёлоков. С 1938 года начал работать в оркестре Свердловского театра оперы и балета им. А. В. Луначарского. 
В 1939 году поступил в Уральскую государственную консерваторию им. Мусоргского, но был призван в Рабоче-крестьянскую Красную Армию Свердловским ГВК. Служил на реке Халхин-Гол в артиллерийском полку мотострелковой дивизии. В 1942—47 гг. служил в Китае и Монголии, беспартийный сержант Б.Г. Манжора руководил музыкальной частью ансамблей песни и пляски армейского дома Красной армии (17-я армия и погранвойска в Монголии).
С 1947 года продолжил учёбу в Уральской консерватории, совмещая занятия на оркестровом и музыковедческом факультетах. Был учеником музыковеда доктора искусствоведения В.Д. Конен. С 1951 года работал в Уральской консерватории на оркестровом и теоретическом факультетах, преподавал также в Свердловском музыкальном училище. Занимался изучением и популяризацией народного творчества и профессиональной музыкальной культуры Урала. Руководил джаз-оркестром. С 1950 года начал печататься в прессе.
В 1960-68 гг. преподавал в Саратовской консерватории имени Л. В. Собинова, был деканом, проректором по научной и учебной работе. С 1965 г. — доцент. Избирался ответственным секретарём Саратовского отделения Союза композиторов СССР.
С 1968 по 1974 г. работал в Донецком музыкально-педагогическом институте (проректором, ректором), печатался в музыкальной прессе Донецка, Киева. Вернувшись в 1974 году в Саратов, до своей кончины Б. Г. Манжора преподавал на кафедрах истории музыки (в 1976-1987 г. был заведующим кафедрой) и духовых инструментов.
Более сорока лет продолжалась исполнительская и просветительская деятельность Б. Г. Манжоры, как тромбониста и музыковеда. В его классе подготовлено более двухсот учеников — тромбонистов, тубистов, музыковедов. Им опубликовано более трёхсот музыковедческих и методических работ, среди которых книги «Саратовский академический театр оперы и балета» (в 2-х томах), «Государственный уральский русский народный хор» (Свердловск, 1958), издан ряд произведений для тромбона.
Был делегатом IV съезда композиторов РСФСР и VI съезда композиторов СССР.
Борис Георгиевич Манжора умер 4 ноября 2001 года в городе  Саратове Саратовской области.

## Сочинения
- Манжора, Б. Г. Государственный уральский русский народный хор. — Свердловск: Кн. изд., 1958. — 131 с. — 5000 экз.[3]
- Манжора, Б. Г. С песней и танцем: Урал. гос. рус. нар. хор. — Свердловск: Сред.-Урал. кн. изд-во, 1979. — 80 с. — 5000 экз.[4]
- Манжора, Б. Г. Голос сердца: Страницы жизни О.П. Калининой. — Саратов: Приволж. кн. изд-во, 1989. — 133 с. — 3000 экз. — ISBN 5-7633-0162-5.[5]
- Манжора, Б. Г. Саратовский академический театр оперы и балета. — Саратов: Регион. приволж. изд-во «Дет. кн.», 1996. — 305 с. — 2000 экз. — ISBN 5-8270-0170-8.[6]
- «Конек-горбунок» — либретто оперы по сказке Ершова.
- «Энеида» — либретто оперы И. Котляревского.

## Награды и звания
- Заслуженный деятель искусств РСФСР, 1990 год
- Орден Отечественной войны II степени, 6 апреля 1985 года[7]
- Орден Красной Звезды, 4 сентября 1945 года[8]
- Медаль «За победу над Японией»
- Медаль «За Победу над Японией» (МНР)